# 天主教維傑瓦諾教區
天主教維傑瓦諾教區（拉丁語：Dioecesis Viglevanensis），是義大利一個天主教教區。屬米蘭總教區。
教區包括帕維亞省西北部。2010年有教友179,179人，佔總人口94.9%。有八十七個堂區、司鐸114名。現任教區主教為毛里齊奧·傑瓦索尼。

## 歷史
教區成立於1530年3月16日。時屬米蘭總教區。1566年1月1日教區修院啟用。
1817年1月26日教區改屬韋爾切利總教區。決定在1974年7月17日才撤銷，教區回歸到米蘭的管轄下。
當地是教宗若望保祿二世任內唯一未有巡視過的義大利教區。但其繼任人本篤十六世在2007年4月曾訪問當地。